# Sévérac d'Aveyron
Pour les articles homonymes, voir Sévérac.
Sévérac d'Aveyron (écrit officiellement sans trait d'union) est, depuis le 1er janvier 2016, une commune nouvelle française située dans le département de l'Aveyron en région Occitanie.
Elle est issue du regroupement des cinq communes de Buzeins, Lapanouse, Lavernhe, Recoules-Prévinquières et Sévérac-le-Château, qui constituaient auparavant la communauté de communes de Sévérac-le-Château.
Le patrimoine architectural de la commune comprend dix immeubles protégés au titre des monuments historiques : le dolmen de Galitorte, classé en 1889, le château de Sévérac, classé en 1922, l'église Notre-Dame-de-l'Assomption, inscrite en 1927, l'église Saint-Hippolyte, inscrite en 1928, le château de Loupiac, inscrit en 1928, l'église Saint-Grégoire, classée en 1929, l'église Saint-Dalmazy, classée en 1930, le dolmen de Surguières, classé en 1933, le château d'Auberoques, inscrit en 1991, le château d'Engayresque, inscrit en 1991, le château du Méjanel, inscrit en 1991, le dolmen des Cayroules 1, inscrit en 1995, et le château de Recoules, inscrit en 2001.

## Géographie

### Localisation
La commune est située dans l'est du département de l'Aveyron. Elle est limitrophe de la Lozère.
La fusion des cinq communes permet à Sévérac d'Aveyron de devenir à l'époque la cinquième plus grande commune de France métropolitaine avec 208,72 km2.
Sévérac d'Aveyron est situé à 40 km de Rodez, 85 km d'Albi, 153 km de Toulouse, 103 km de Montpellier, 163 km de Clermont-Ferrand, 212 km de Lyon, 510 km de Paris, 294 km de Bordeaux et 219 km de Marseille[réf. nécessaire].

### Communes limitrophes
Les communes limitrophes sont  Campagnac, Gaillac-d'Aveyron, La Tieule, Massegros Causses Gorges, Mostuéjouls, Rivière-sur-Tarn, Saint-Martin-de-Lenne, Saint-Saturnin-de-Lenne, Ségur, Verrières, Vimenet et Vézins-de-Lévézou.
| Saint-Martin-de-Lenne, Vimenet                | Saint-Saturnin-de-Lenne | Campagnac, La Tieule (Lozère)     |
| Gaillac-d'Aveyron, Ségur (par un quadripoint) | Sévérac d'Aveyron       | Massegros Causses Gorges (Lozère) |
| Vézins-de-Lévézou                             | Verrières               | Mostuéjouls, Rivière-sur-Tarn     |

### Hydrographie

#### Réseau hydrographique

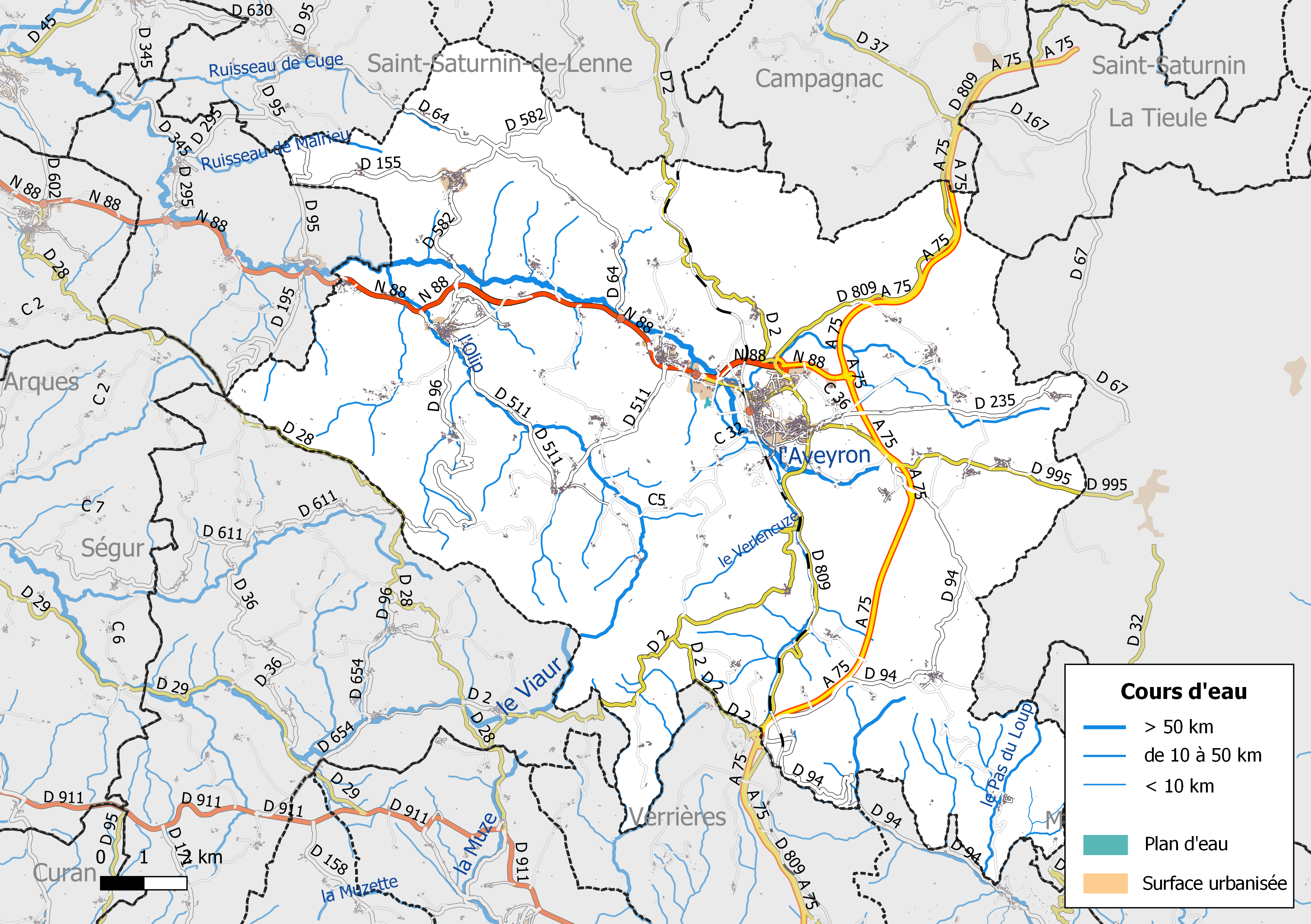
Réseaux hydrographique et routier de Sévérac d'Aveyron.

La commune est drainée par l'Aveyron, le Viaur, le Lumansonesque, le ruisseau du Bourg, le Merdans, le Pas du Loup, le Verlenque, le Verlencuze, le Vironcel, le ravin de Combesourde, le ravin de la Croze, le ravin de Levers, le ruisseau de Destels, le ruisseau de Gaujac, par divers petits cours d'eau.
L'Aveyron, d'une longueur totale de 290,6 km, prend sa source dans la commune de Sévérac d'Aveyron et se jette dans le Tarn au niveau de Lafrançaise, après avoir arrosé 60 communes.
Le Viaur prend sa source à 1 086 m d’altitude dans la région naturelle du Lévézou qui présente un relief vallonné, dans la commune de Vézins-de-Lévézou pour confluer, après avoir parcouru environ 168 km, avec l'Aveyron à 146 m d’altitude en limite de Laguépie (Tarn-et-Garonne) et Saint-Martin-Laguépie (Tarn), après avoir arrosé 30 communes.
Le Lumansonesque, d'une longueur totale de 16,5 km, prend sa source dans la commune de Verrières et se jette dans le Tarn à Aguessac, après avoir arrosé 5 communes.
Le ruisseau du Bourg, d'une longueur totale de 11,6 km, prend sa source dans la commune de Sévérac d'Aveyron et se jette dans le Tarn à Rivière-sur-Tarn, après avoir arrosé 3 communes.

#### Gestion des cours d'eau
Afin d’atteindre le bon état des eaux imposé par la Directive-cadre sur l'eau du 23 octobre 2000, plusieurs outils de gestion intégrée s’articulent à différentes échelles pour définir et mettre en œuvre un programme d’actions de réhabilitation et de gestion des milieux aquatiques : le SDAGE (Schéma directeur d'aménagement et de gestion des eaux), à l’échelle du bassin hydrographique, et le SAGE (Schéma d'aménagement et de gestion des eaux), à l’échelle locale. Ce dernier fixe les objectifs généraux d’utilisation, de mise en valeur et de protection quantitative et qualitative des ressources en eau superficielle et souterraine. Trois SAGE sont mis en oeuvre dans le département de l'Aveyron.
La commune fait partie du SAGE du bassin versant du Viaur, approuvé le 28 mars 2018, au sein du SDAGE Adour-Garonne. Le périmètre de ce SAGE couvre 89 communes, sur trois départements (Aveyron, Tarn et Tarn-et-Garonne),. Le pilotage et l’animation du SAGE sont assurés par l’établissement public d'aménagement et de gestion des eaux (EPAGE) du bassin du Viaur, une structure qui regroupe les établissements publics de coopération intercommunale à fiscalité propre (EPCI-FP) dont le territoire est inclus (en totalité ou partiellement) dans le bassin hydrographique du Viaur et les structures gestionnaires de l’alimentation en eau potable des populations et qui disposent d’une ressource sur le bassin versant du Viaur. Il correspond à l’ancien syndicat mixte du Bassin versant du Viaur,.

### Climat
Pour des articles plus généraux, voir Climat de l'Occitanie et Climat de l'Aveyron.
En 2010, le climat de la commune est de type climat des marges montargnardes, selon une étude s'appuyant sur une série de données couvrant la période 1971-2000. En 2020, Météo-France publie une typologie des climats de la France métropolitaine dans laquelle la commune est exposée à un climat de montagne et est dans la région climatique Sud-est du Massif Central, caractérisée par une pluviométrie annuelle de 1 000 à 1 500 mm, minimale en été, maximale en automne.
Pour la période 1971-2000, la température annuelle moyenne est de 9,9 °C, avec une amplitude thermique annuelle de 15,9 °C. Le cumul annuel moyen de précipitations est de 1 004 mm, avec 11,5 jours de précipitations en janvier et 5,7 jours en juillet. Pour la période 1991-2020, la température moyenne annuelle observée sur la station météorologique la plus proche, située sur la commune de Saint Geniez d'Olt et d'Aubrac à 18 km à vol d'oiseau, est de 9,0 °C et le cumul annuel moyen de précipitations est de 1 456,2 mm,. Pour l'avenir, les paramètres climatiques de la commune estimés pour 2050 selon différents scénarios d'émission de gaz à effet de serre sont consultables sur un site dédié publié par Météo-France en novembre 2022.

### Milieux naturels et biodiversité

#### Espaces protégés
La protection réglementaire est le mode d’intervention le plus fort pour préserver des espaces naturels remarquables et leur biodiversité associée.
Dans ce cadre, la commune fait partie d'un espace protégé, le Parc naturel régional des Grands Causses, créé en 1995 et d'une superficie de 327 937 ha, s'étend sur 97 communes. Ce territoire rural habité, reconnu au niveau national pour sa forte valeur patrimoniale et paysagère, s’organise autour d’un projet concerté de développement durable, fondé sur la protection et la valorisation de son patrimoine,,.

#### Zones naturelles d'intérêt écologique, faunistique et floristique
L’inventaire des zones naturelles d'intérêt écologique, faunistique et floristique (ZNIEFF) a pour objectif de réaliser une couverture des zones les plus intéressantes sur le plan écologique, essentiellement dans la perspective d’améliorer la connaissance du patrimoine naturel national et de fournir aux différents décideurs un outil d’aide à la prise en compte de l’environnement dans l’aménagement du territoire.
Le territoire communal de Sévérac d'Aveyron comprend douze ZNIEFF de type 1, :
- l'« Agrosystème d'Huguiés » (229,2 ha)[24] ;
- le « Bois de Croses » (244,5 ha), couvrant 2 communes du département[25] ;
- le « Bois de lissirou » (739,6 ha), couvrant 3 communes du département[26] ;
- le « Bois de l'ombrette » (169,3 ha), couvrant 3 communes du département[27] ;
- le « Causse d'Orbis et bois de la Favarède » (114,10 ha), couvrant 3 communes du département[28] ;
- les « Milieux agricoles au nord du col d'Engayresque » (998,7 ha), couvrant 3 communes du département[29] ;
- la « Pelouse sèche des Clots à Buzeins » (41,4 ha)[30] ;
- les « Pelouses de Malpertus » (419,8 ha), couvrant 2 communes du département[31] ;
- les « Pelouses du mont cabrié et de la Baume de Bro » (208,10 ha)[32] ;
- les « Pelouses du puech de la Croix » (48,7 ha), couvrant 2 communes du département[33] ;
- les « Prairies de Cornuéjouls » (1 013 ha), couvrant 4 communes du département[34] ;
- les « Prairies et pelouses de Novis » (116 ha), couvrant 2 communes dont 1 dans l'Aveyron et 1 dans la Lozère[35] ;

et une ZNIEFF de type 2,,
le « Causse de Sévérac » (3 710 ha), qui s'étend sur 6 communes de l'Aveyron.

## Urbanisme

### Typologie
Au 1er janvier 2024, Sévérac d'Aveyron est catégorisée bourg rural, selon la nouvelle grille communale de densité à 7 niveaux définie par l'Insee en 2022.
Elle appartient à l'unité urbaine de Sévérac d'Aveyron, une unité urbaine monocommunale constituant une ville isolée,. La commune est en outre hors attraction des villes,.

### Occupation des sols

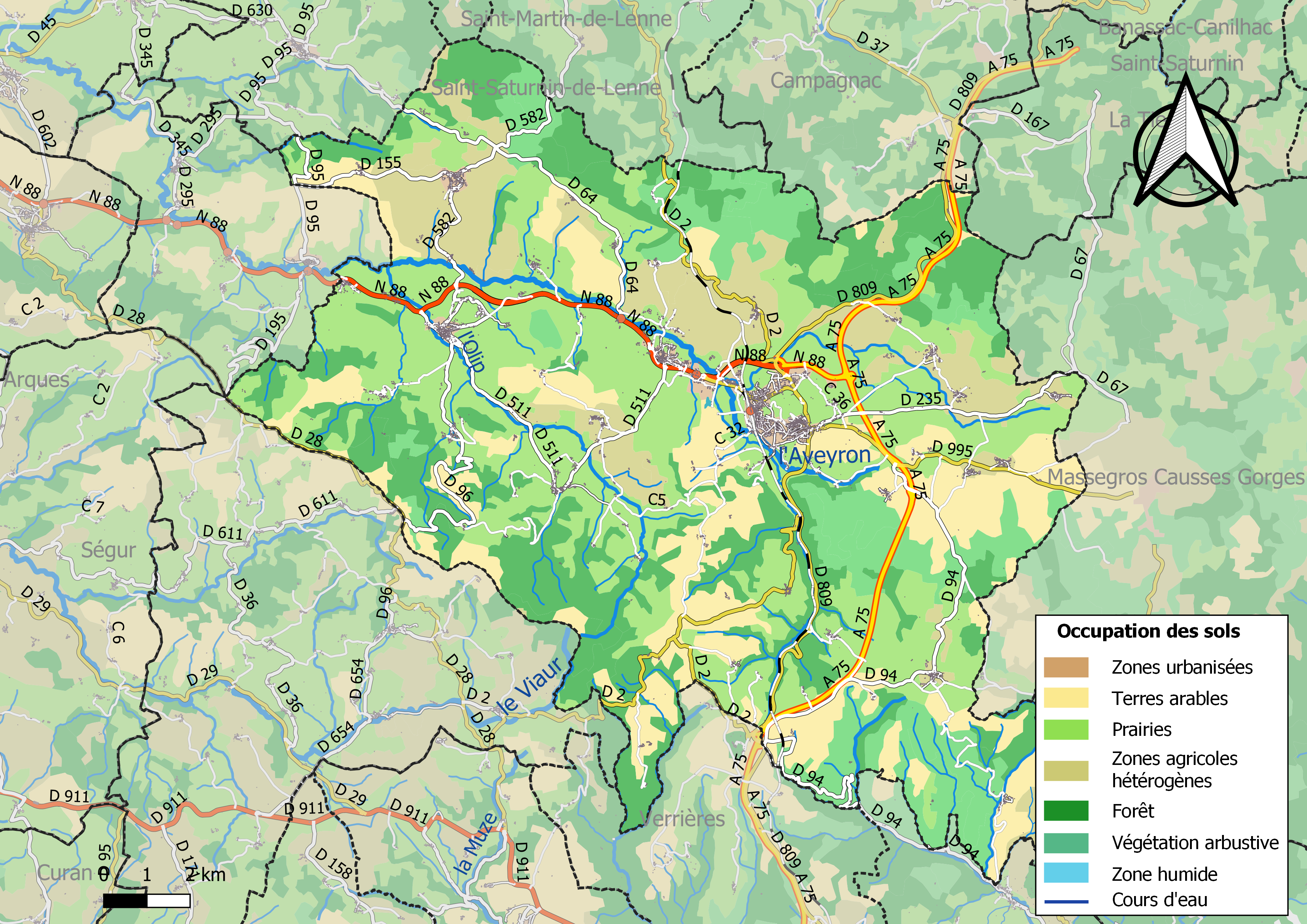
Infrastructures et occupation des sols de la commune de Sévérac d'Aveyron.

L'occupation des sols de la commune, telle qu'elle ressort de la base de données européenne d’occupation biophysique des sols Corine Land Cover (CLC), est marquée par l'importance des territoires agricoles (64,6 % en 2018), en augmentation par rapport à 1990 (63,1 %). La répartition détaillée en 2018 est la suivante :
prairies (34,1 %), forêts (24,9 %), terres arables (17,2 %), zones agricoles hétérogènes (13,3 %), milieux à végétation arbustive et/ou herbacée (8,5 %), zones urbanisées (1,3 %), zones industrielles ou commerciales et réseaux de communication (0,7 %).

### Planification
La commune disposait en 2017 d'un plan local d'urbanisme approuvé. Le zonage réglementaire et le règlement associé peuvent être consultés sur le Géoportail de l'urbanisme.

### Voies de communication et transports

#### Voies ferrées
.
À la fin du XIXe siècle, la bifurcation de la voie ferrée venant de Béziers vers le nord (Neussargues) et vers l'ouest (Rodez) installa un dépôt de locomotives, des ateliers de réparation et un quartier neuf peuplé de cheminots. Ce fut Sévérac-Gare. Non loin de la gare se trouvaient des dépôts qui contenaient des locomotives à vapeur jusqu'en 1953. Vers le début des années 1990, les bâtiments furent rasés ; seul un bâtiment subsiste encore. Cette ville moderne s'est étendue jusqu'à « rejoindre » la ville haute nommée Sévérac-le-Château.
La ligne de Béziers à Neussargues fut électrifiée en 1500 volts continu par la compagnie du Midi en 1931 de Béziers à Sévérac-le-Château puis terminée en 1932 jusqu'à Neussargues.
Les dépôts de locomotives ont abrité jusqu'en 1986, des locomotives BB « Midi », 1500 volts continu, construites entre 1925 et 1936.

#### Routes
La construction de l'A75 Clermont-Ferrand-Béziers en 1998, renforcée par la mise en service du viaduc de Millau en 2004, et la mise à 2×2 voies de la N88 Toulouse-Lyon confirment la situation géographique importante de ce carrefour.

### Risques majeurs
Le territoire de la commune de Sévérac d'Aveyron est vulnérable à différents aléas naturels : climatiques (hiver exceptionnel ou canicule), feux de forêts et séisme (sismicité faible).
Il est également exposé à un risque technologique, le transport de matières dangereuses, et à un risque particulier, le risque radon,.

#### Risques naturels
Le Plan départemental de protection des forêts contre les incendies découpe le département de l’Aveyron en sept « bassins de risque » et définit une sensibilité des communes à l’aléa feux de forêt (de faible à très forte). La commune est classée en sensibilité forte.
Les mouvements de terrains susceptibles de se produire sur la commune sont soit des mouvements liés au retrait-gonflement des argiles, soit des effondrements liés à des cavités souterraines. Le phénomène de retrait-gonflement des argiles est la conséquence d'un changement d'humidité des sols argileux. Les argiles sont capables de fixer l'eau disponible mais aussi de la perdre en se rétractant en cas de sécheresse. Ce phénomène peut provoquer des dégâts très importants sur les constructions (fissures, déformations des ouvertures) pouvant rendre inhabitables certains locaux. La carte de zonage de cet aléa peut être consultée sur le site de l'observatoire national des risques naturels Géorisques. Une autre carte permet de prendre connaissance des cavités souterraines localisées sur la commune,.

#### Risques technologiques
Le risque de transport de matières dangereuses sur la commune est lié à sa traversée par des infrastructures routières et ferroviaires importantes et la présence d'une canalisation de transport de gaz. Un accident se produisant sur de telles infrastructures est en effet susceptible d’avoir des effets graves au bâti ou aux personnes jusqu’à 350 m, selon la nature du matériau transporté. Des dispositions d’urbanisme peuvent être préconisées en conséquence.

#### Risque particulier
Dans plusieurs parties du territoire national, le radon, accumulé dans certains logements ou autres locaux, peut constituer une source significative d’exposition de la population aux rayonnements ionisants. Toutes les communes du département sont concernées par le risque radon à un niveau plus ou moins élevé. Selon le dossier départemental des risques majeurs du département établi en 2013, la commune de Sévérac d'Aveyron est classée à risque moyen à élevé. Un décret du 4 juin 2018 a modifié la terminologie du zonage définie dans le code de la santé publique et a été complété par un arrêté du 27 juin 2018 portant délimitation des zones à potentiel radon du territoire français. La commune est désormais en zone 3, à savoir zone à potentiel radon significatif.

## Histoire
Les informations relatives à l'histoire de cette commune sont la fusion des données des communes fusionnées.
La nouvelle commune est effective depuis le 1er janvier 2016, entraînant la transformation des cinq anciennes communes en « communes déléguées » dont la création a été entérinée par l'arrêté du 6 novembre 2015.

## Politique et administration

### Découpage territorial
La commune de Sévérac d'Aveyron est membre de la communauté de communes Des Causses à l'Aubrac, un établissement public de coopération intercommunale (EPCI) à fiscalité propre créé le 1er janvier 2017 dont le siège est à Palmas d'Aveyron. Ce dernier est par ailleurs membre d'autres groupements intercommunaux.
Sur le plan administratif, elle est rattachée à l'arrondissement de Rodez, au département de l'Aveyron et à la région Occitanie. Sur le plan électoral, elle dépend du  canton de Tarn et Causses pour l'élection des conseillers départementaux, depuis le redécoupage cantonal de 2014 entré en vigueur en 2015, et de la troisième circonscription de l'Aveyron  pour les élections législatives, depuis le dernier découpage électoral de 2010.

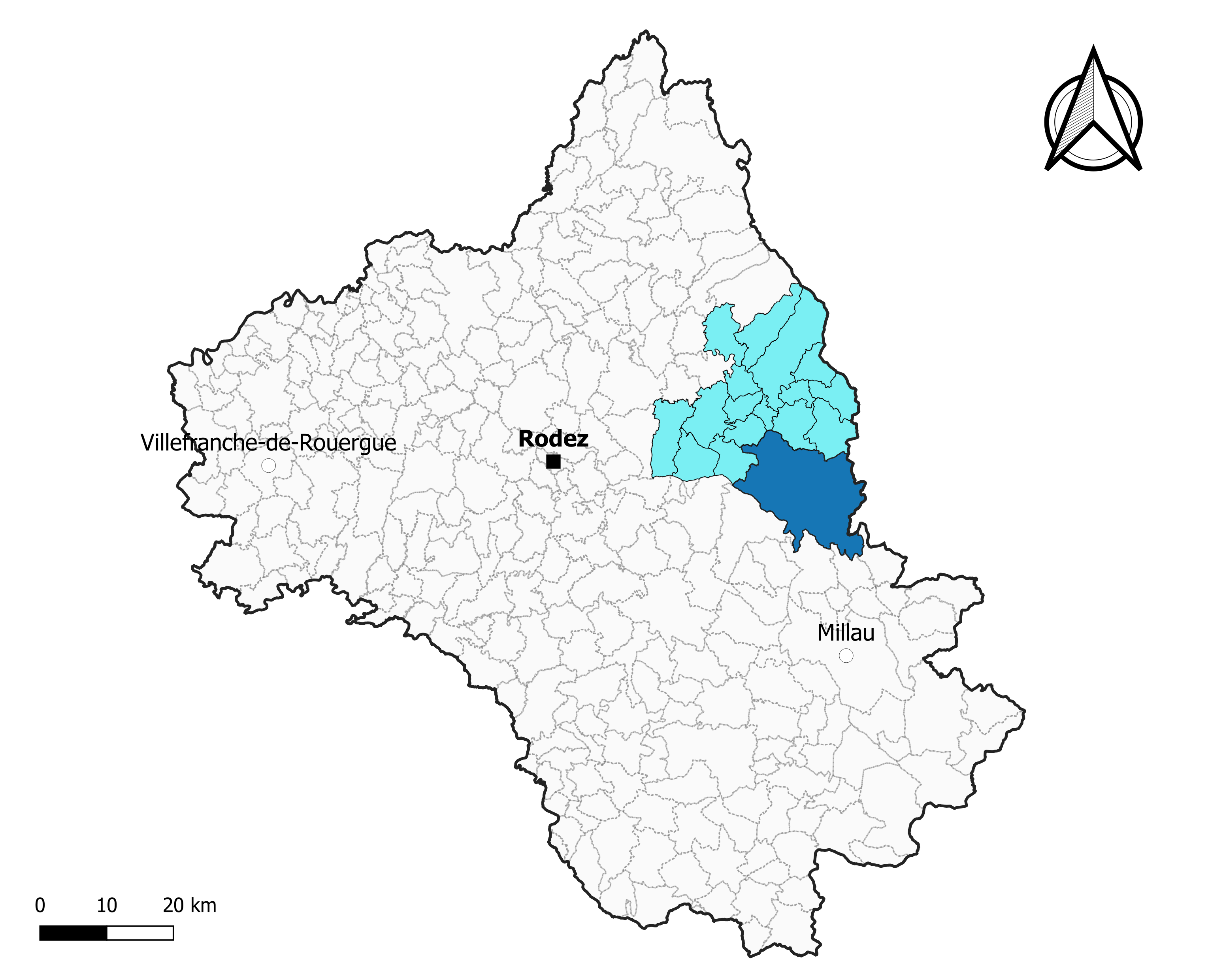
Sévérac d'Aveyron dans l'intercommunalité en 2020.
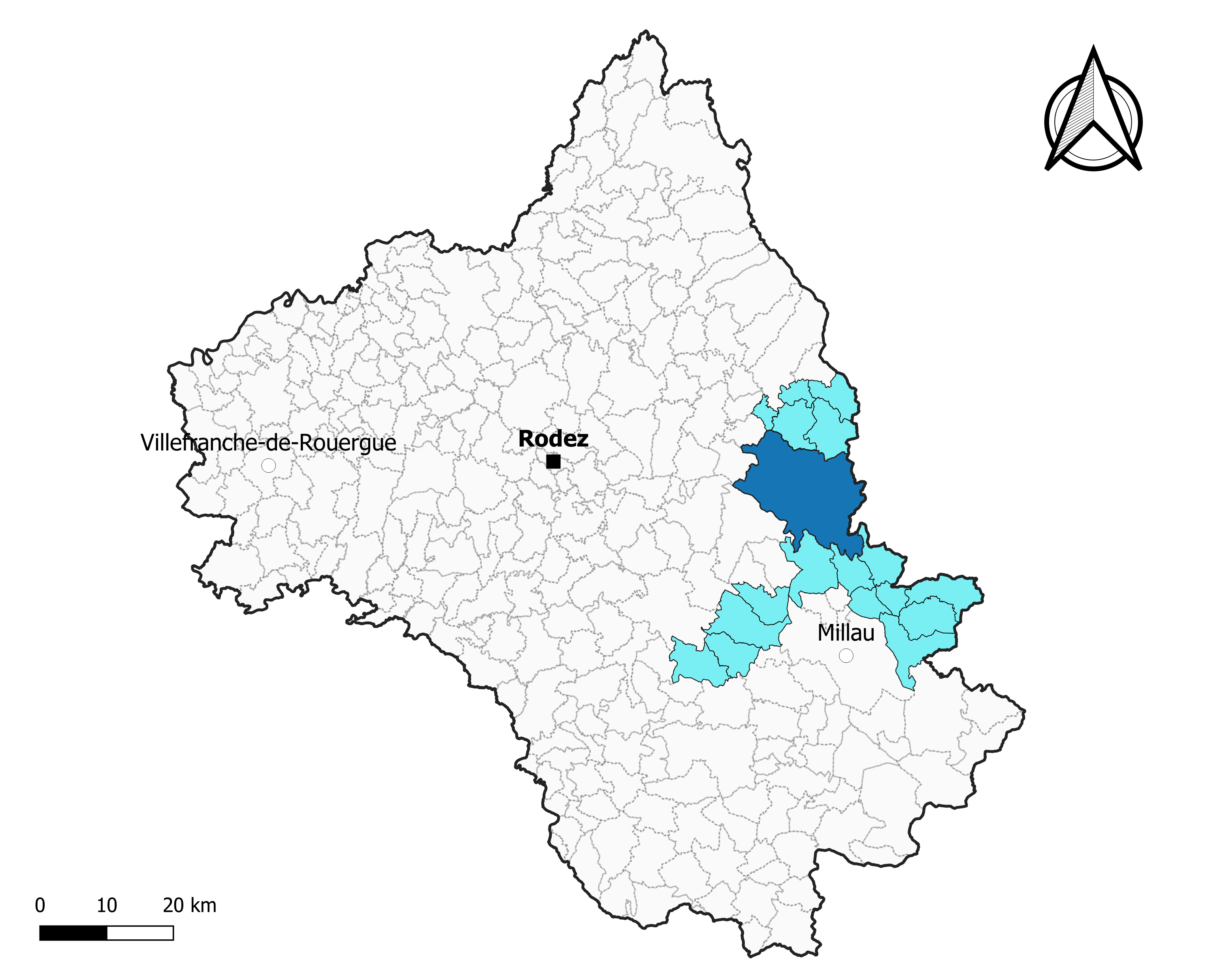
Sévérac d'Aveyron dans le canton de Tarn et Causses en 2020.
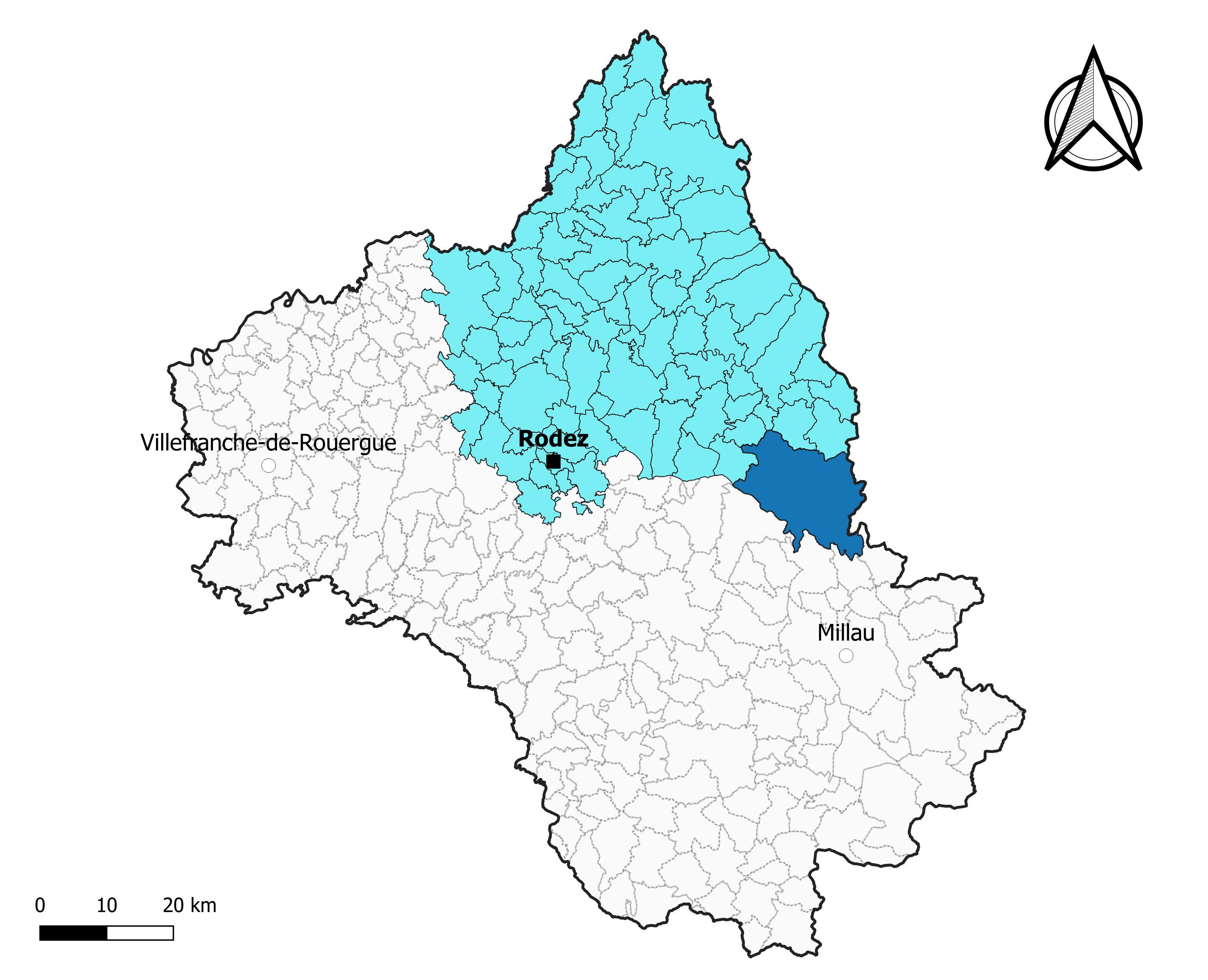
Sévérac d'Aveyron dans l'arrondissement de Rodez en 2020.

### Élections municipales et communautaires

#### Élections de 2020
| Tête de liste | Tête de liste        | Suffrages | Pourcentage | CM | CC |
| ------------- | -------------------- | --------- | ----------- | -- | -- |
|               | Edmond Gros          | 1307      | 61,73 %     | 24 | 9  |
|               | Mélanie Brunet Bedel | 810       | 38,26 %     | 5  | 2  |

Le conseil municipal de Sévérac d'Aveyron, commune de plus de 1 000 habitants, est élu au scrutin proportionnel de liste à deux tours (sans aucune modification possible de la liste), pour un mandat de six ans renouvelable. Compte tenu de la population communale, le nombre de sièges à pourvoir lors des élections municipales de 2020 est de 29. Les vingt-neuf conseillers municipaux sont élus au premier tour avec un taux de participation de 62,84 %, se répartissant en vingt-quatre issus de la liste conduite par Edmond Gros et cinq issus de celle de Mélanie Brunet Bedel.
Edmond Gros est élu nouveau maire de la commune le 3 juillet 2020.
Les onze sièges attribués à la commune au sein du conseil communautaire de la communauté de communes Des Causses à l'Aubrac se répartissent en : liste d'Edmond Gros (9) et liste de Mélanie Brunet Bedel (2).

#### Liste des maires
| Période        | Période  | Identité         | Étiquette | Qualité |
| -------------- | -------- | ---------------- | --------- | --- |
| 5 janvier 2016 | 2020     | Camille Galibert | UDI       | |
| juin 2020      | En cours | Edmond Gros      | SE-DVG    | Médecin retraité, ancien conseiller général PS du canton de Sévérac-le-Château (1982-1994) Conseiller départemental du canton de Tarn et Causses depuis 2021 |

### Communes déléguées
| Nom                        | Code Insee | Intercommunalité         | Superficie (km2) | Population (dernière pop. légale) | Densité (hab./km2) |
| -------------------------- | ---------- | ------------------------ | ---------------- | --------------------------------- | ------------------ |
| Sévérac-le-Château (siège) | 12270      | CC de Séverac le Château | 108,42           |                                   |                    |
| Buzeins                    | 12040      | CC de Séverac le Château | 21,59            |                                   |                    |
| Lapanouse                  | 12123      | CC de Séverac le Château | 27,19            |                                   |                    |
| Lavernhe                   | 12126      | CC de Séverac le Château | 26,32            |                                   |                    |
| Recoules-Prévinquières     | 12196      | CC de Séverac le Château | 25,2             |                                   |                    |

## Population et société

### Démographie

#### Évolution démographique
L'évolution du nombre d'habitants est connue à travers les recensements de la population effectués dans la commune depuis sa création.

En 2022, la commune comptait 4 044 habitants, en évolution de −1,37 % par rapport à 2016 (Aveyron : +0,37 %, France hors Mayotte : +2,11 %).
| 2014  | 2015  | 2016  | 2017  | 2022  |
| ----- | ----- | ----- | ----- | ----- |
| 4 134 | 4 116 | 4 100 | 4 084 | 4 044 |

#### Pyramide des âges
La population de la commune est un peu plus âgée que celle du département. En 2020, le taux de personnes d'un âge inférieur à 30 ans s'élève à 27,5 %, soit un taux inférieur à la moyenne départementale (28,5 %). Le taux de personnes d'un âge supérieur à 60 ans (35,7 %) est supérieur au taux départemental (34,9 %).
En 2020, la commune comptait 2 000 hommes pour 2 079 femmes, soit un taux de 50,97 % de femmes, supérieur au taux départemental (50,62 %).
Les pyramides des âges de la commune et du département s'établissent comme suit :
| Hommes | Classe d’âge | Femmes |
| ------ | ------------ | ------ |
| 1      | 90 ou +      | 2,6    |
| 10,5   | 75-89 ans    | 14,2   |
| 21     | 60-74 ans    | 21,8   |
| 21,5   | 45-59 ans    | 20     |
| 16,5   | 30-44 ans    | 15,6   |
| 12,2   | 15-29 ans    | 11,5   |
| 17,3   | 0-14 ans     | 14,2   |

| Hommes | Classe d’âge | Femmes |
| ------ | ------------ | ------ |
| 1,3    | 90 ou +      | 3      |
| 10,3   | 75-89 ans    | 13,5   |
| 21,3   | 60-74 ans    | 21,3   |
| 20,8   | 45-59 ans    | 20,1   |
| 16,4   | 30-44 ans    | 15,7   |
| 14,8   | 15-29 ans    | 12,2   |
| 15,3   | 0-14 ans     | 14,3   |

## Économie
Dans la continuité de la communauté de communes de Sévérac-le-Château, la nouvelle commune poursuit le développement de projets d'énergie renouvelable sur son territoire. Ainsi une centrale photovoltaïque est en construction sur un terrain communal, tandis qu'un projet de parc éolien a été ouvert au financement participatif sur la plateforme Lendosphere à l'été 2016.

### Agriculture
Un marché nocturne d'agriculteurs producteurs, associés de « Fermiers de l'Aveyron », se tient fin juillet place de la gare ferroviaire à Sévérac.

### Tourisme
Balade autour des fontaines de Blayac.

## Culture locale et patrimoine

### Lieux et monuments

#### Édifices protégés
Séverac d'Aveyron compte 12 édifices protégés au titre des monuments historiques :
- Château d'Auberoques ( Inscrit MH (1991)[66])
- Château d'Engayresque ( Inscrit MH (1991)[67])
- Château de Loupiac ( Inscrit MH (1928)[68])
- Château du Méjanel ( Inscrit MH (1991)[69])
- Château de Recoules ( Inscrit MH (2001)[70])
- Château de Sévérac ( Classé MH (1922)[71] ; en ruines)
- Dolmen de Galitorte ( Classé MH (1889)[72])
- L'un des dolmens de Surguières ( Classé MH (1933)[73])
- Église Notre-Dame-de-l'Assomption de Lapanouse ( Inscrite MH (1927)[74])
- Église Saint-Dalmazy de Sévérac-le-Château ( Classée MH (1930)[75])
- Église Saint-Grégoire de Lavernhe ( Classée MH (1929)[76])
- Église Saint-Hippolyte de Lavernhe ( Inscrite MH (1928)[77])

#### Édifices religieux
Outre les églises protégées au titre des monuments historiques et déjà évoquées au paragraphe précédent, la commune compte les édifices religieux suivants :
- Église de l'Assomption du Bousquet
- Église Notre-Dame de Cornuéjouls
- Église Notre-Dame-de-Pitié de Prévinquières
- Église Saint-Amans de Novis
- Église Saint-Amans de Saint-Amans-de-Varès
- Église Saint-Éloi de Saint-Chély
- Église Saint-Félix de Buzeins
- Église Sainte-Jeanne-d'Arc de Sévérac-le-Château
- Église Saint-Michel d'Auberoques
- Église Saint-Pierre d'Altès
- Église Saint-Pierre de Recoules
- Église Saint-Sauveur de Sévérac-le-Château
- Chapelle Notre-Dame-de-Vallée-Clause du Méjanel
- Chapelle Notre-Dame-de-Lorette de Sévérac-le-Château
- Chapelle Saint-Louis de Sévérac-le-Château
- Chapelle Saint-Privat de Saint-Privat

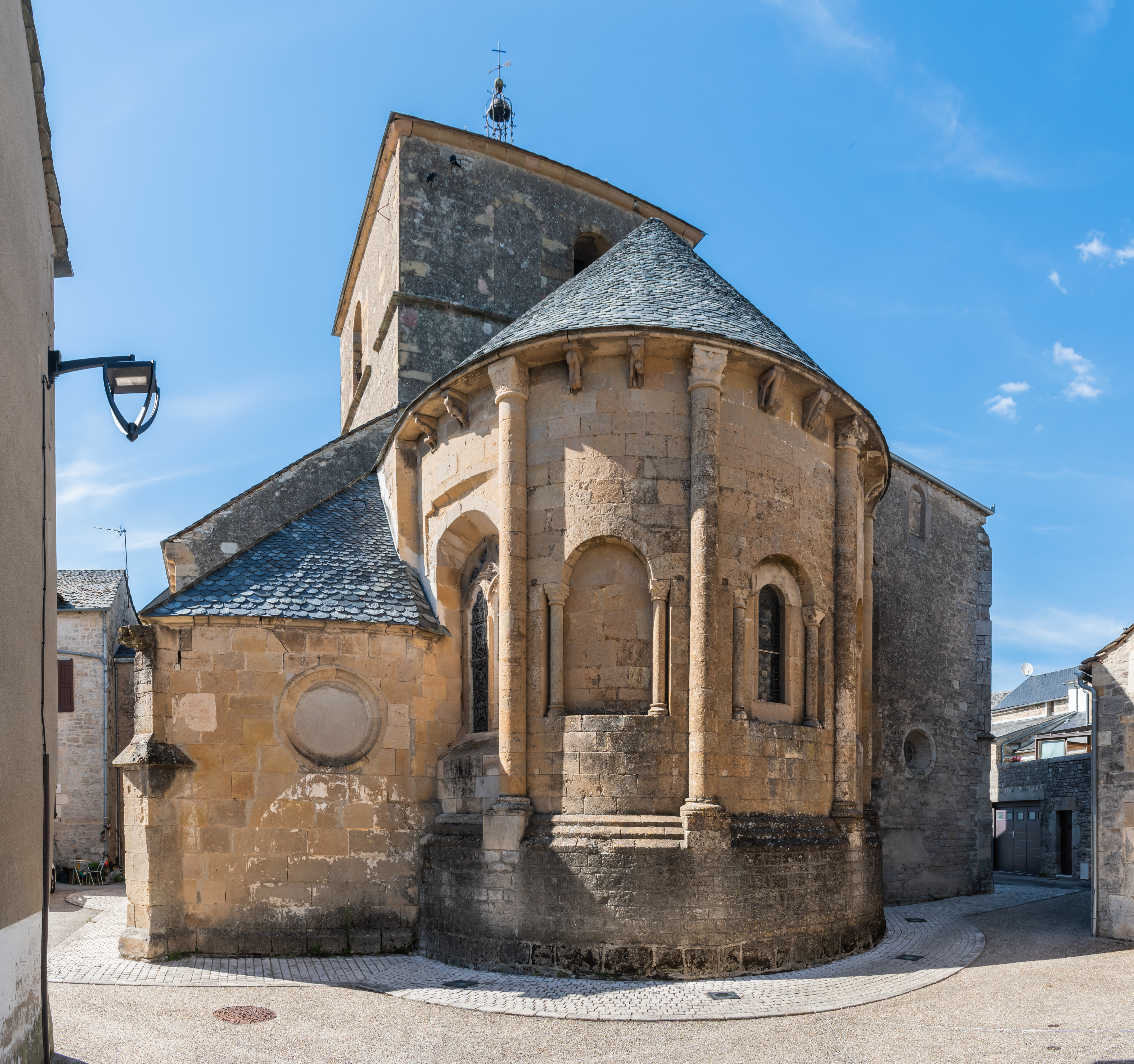
Église Notre-Dame-de-l'Assomption de Lapanouse.
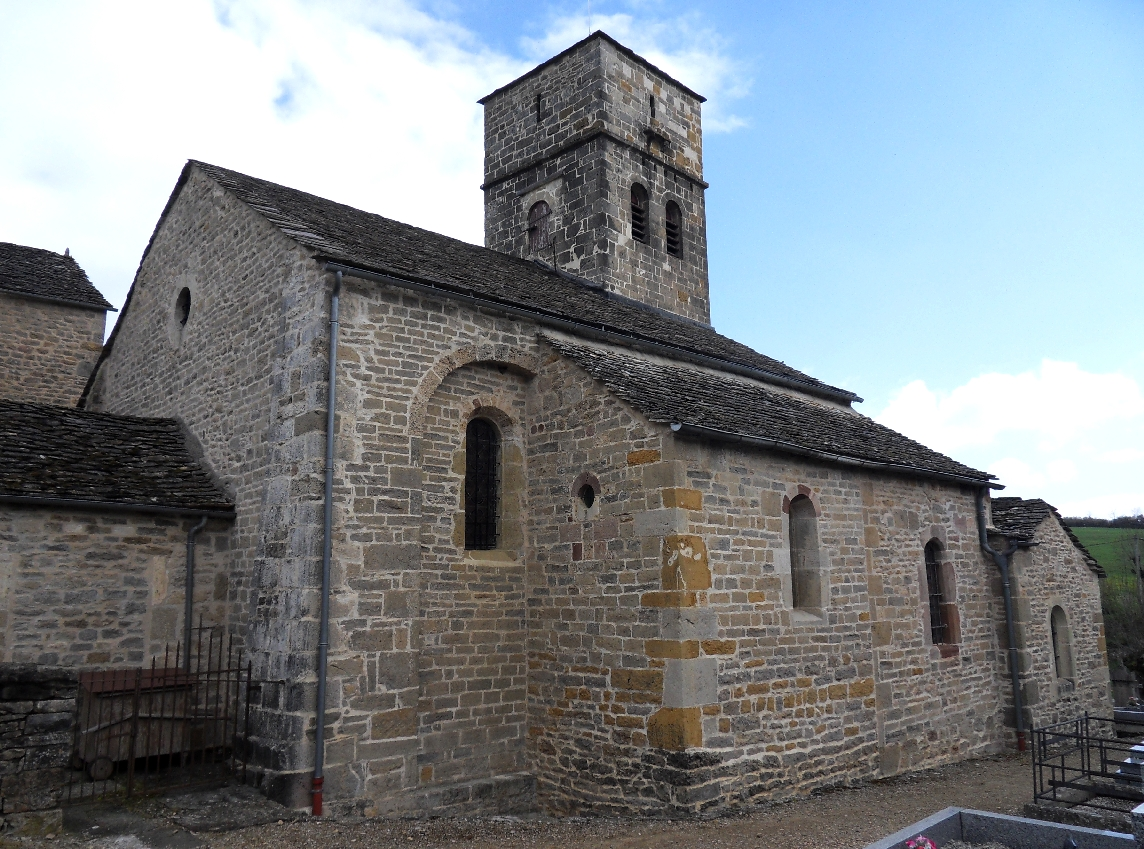
Église Saint-Dalmazy de Sévérac-le-Château.
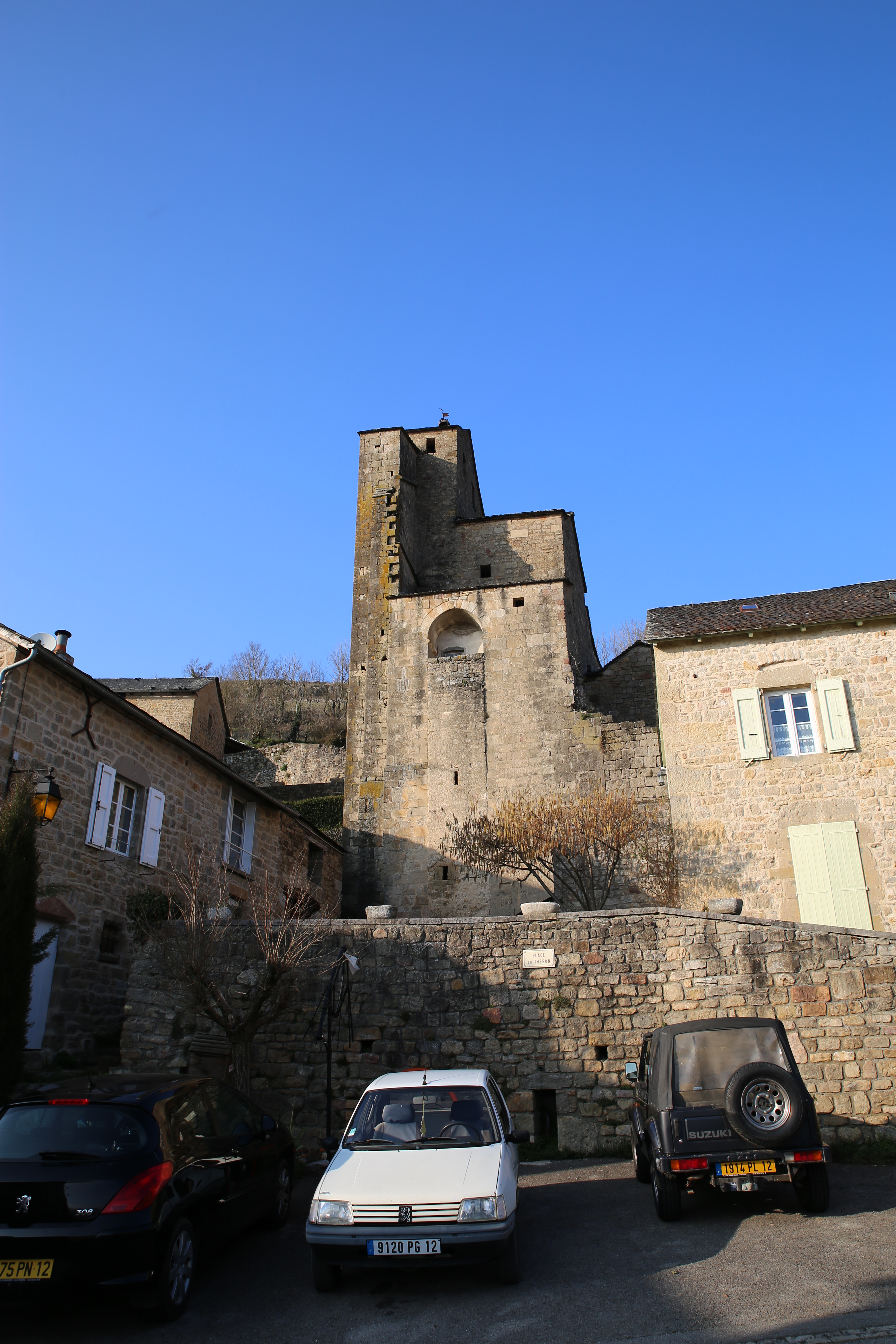
Église Saint-Grégoire de Lavernhe.
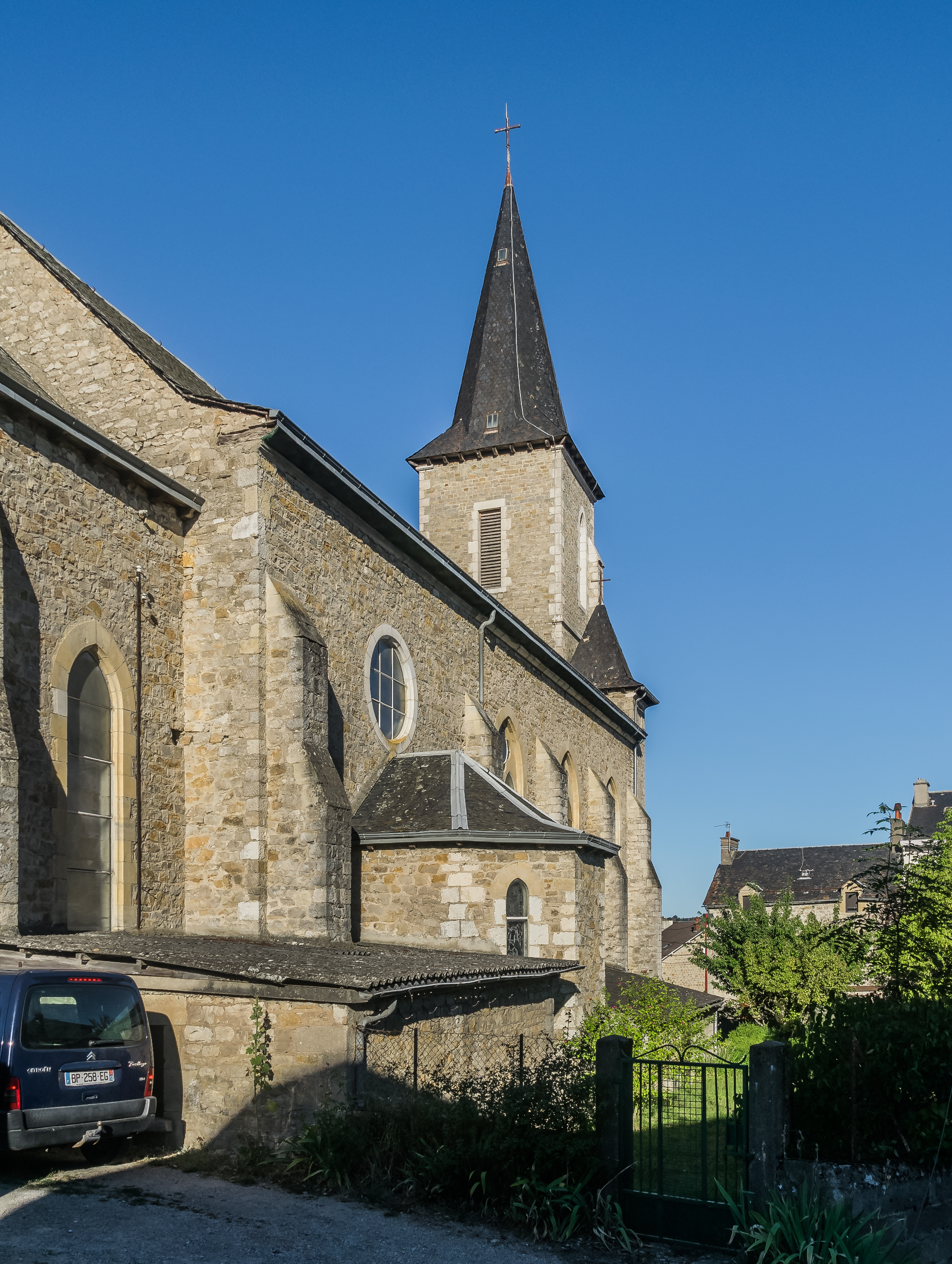
Église Sainte-Jeanne-d'Arc de Sévérac-le-Château.
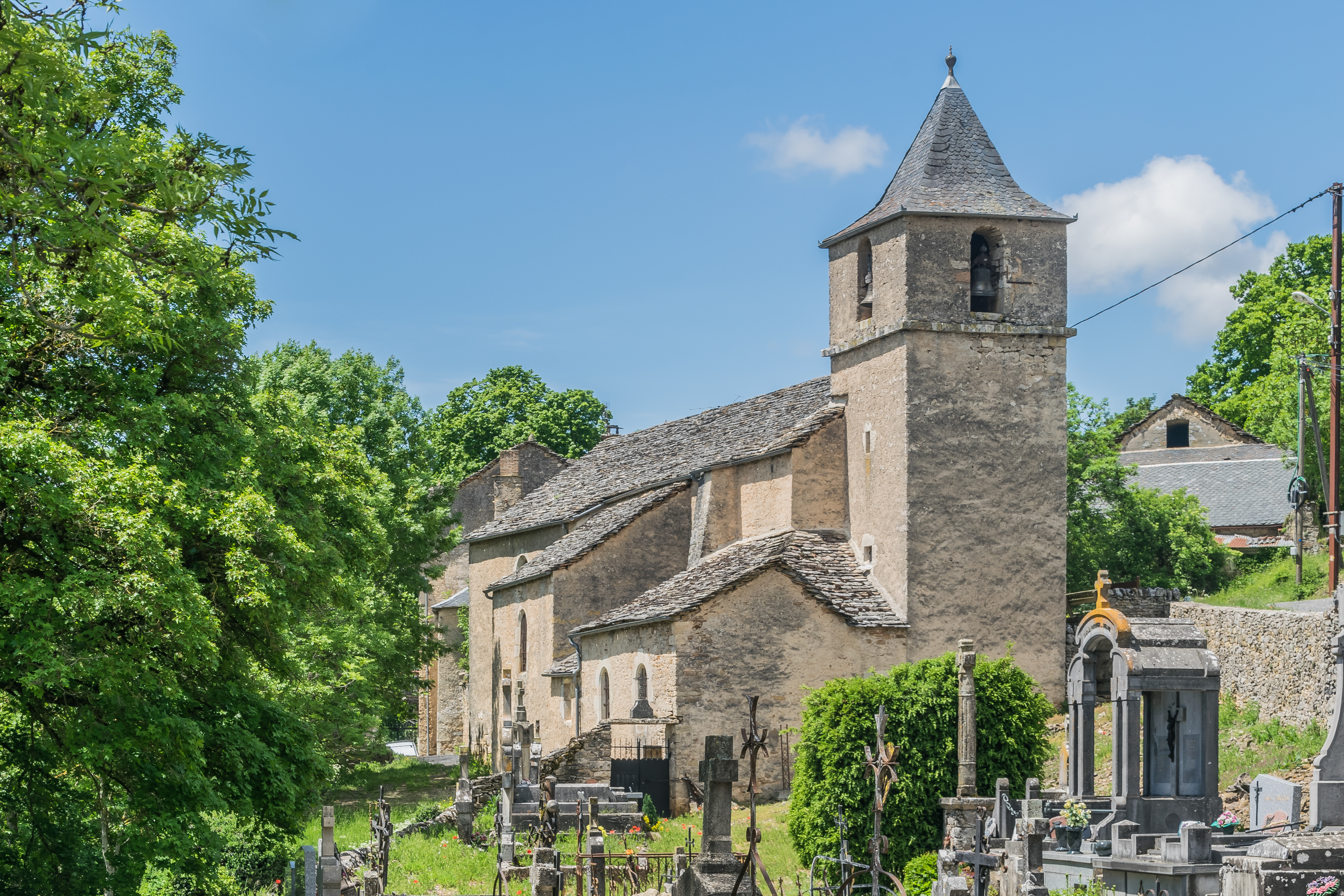
Église Saint-Michel d'Auberoques.
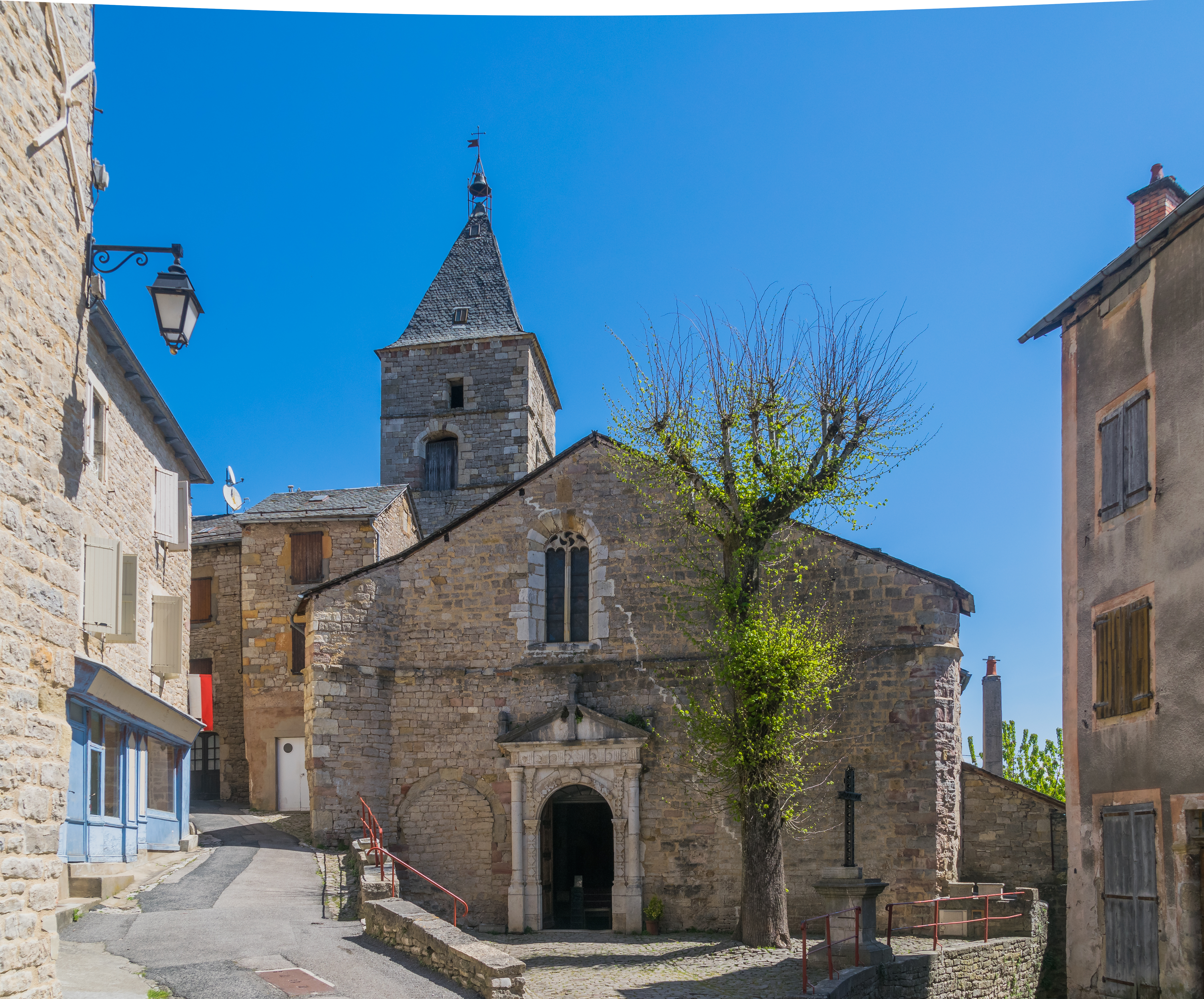
Église Saint-Sauveur de Sévérac-le-Château.
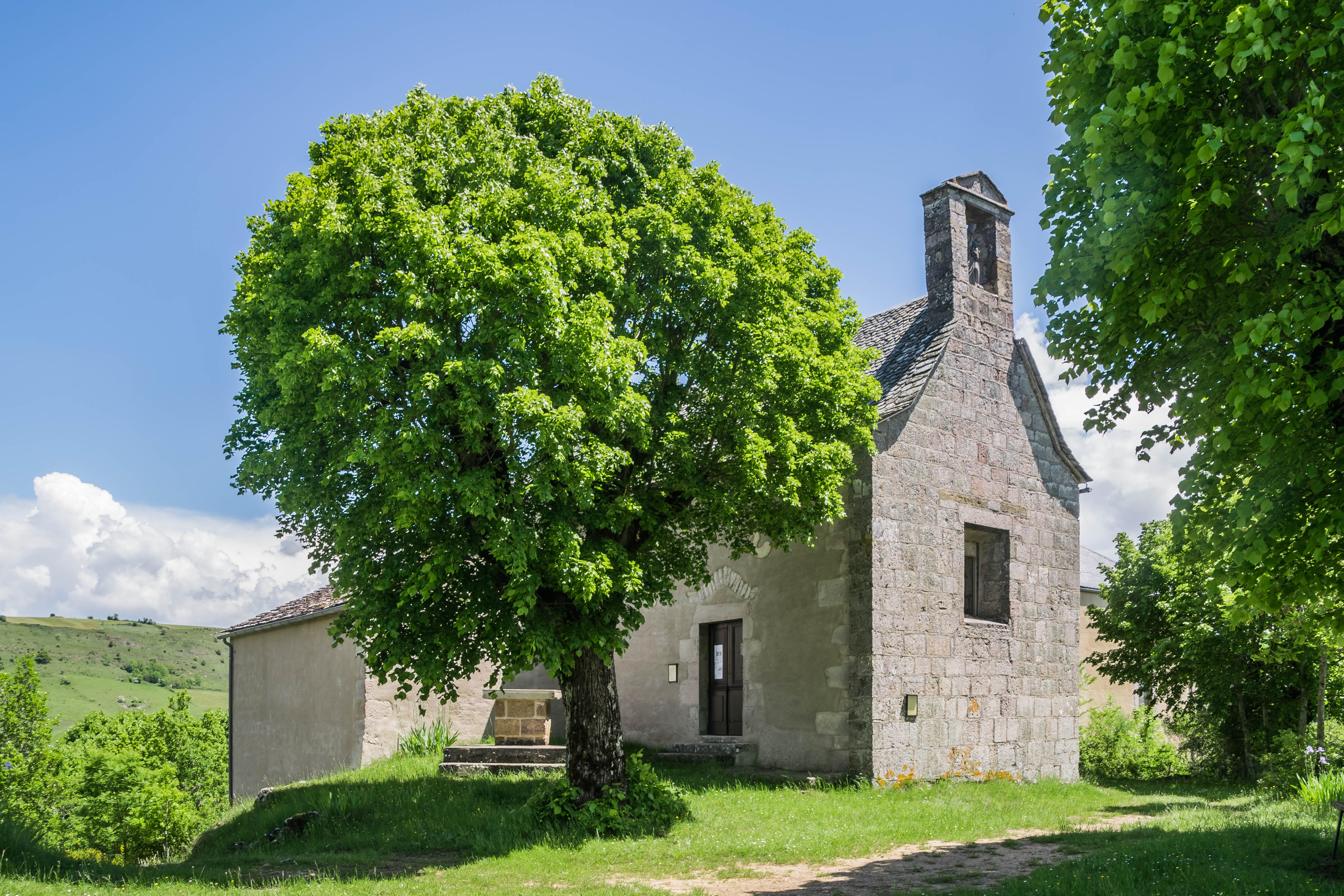
Chapelle Notre-Dame-de-Lorette de Sévérac-le-Château.
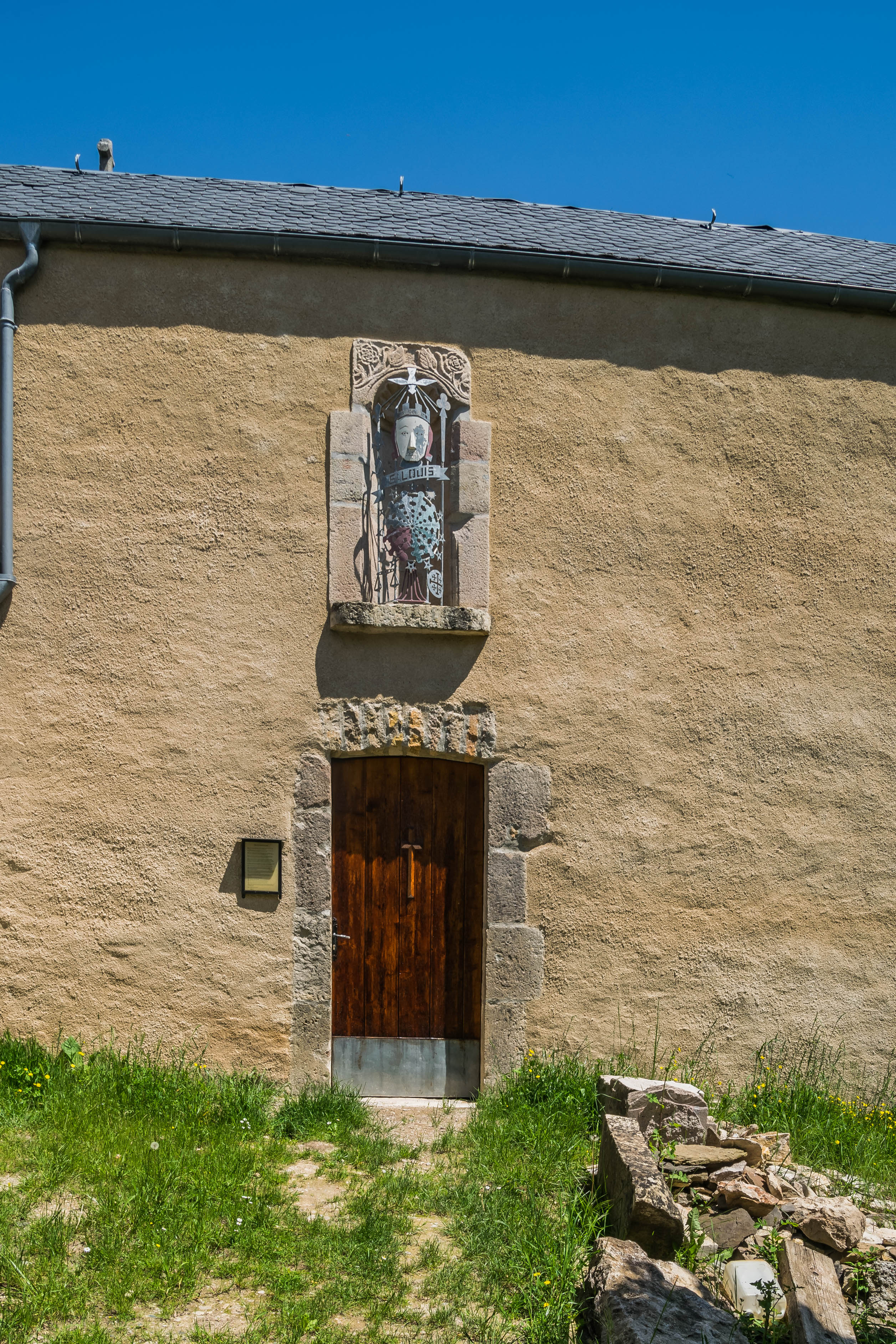
Chapelle Saint-Louis de Sévérac-le-Château.

#### Sites mégalithiques
La commune compte de nombreux dolmens sur son territoire :
- Dolmen de la Calsade
- Dolmen de Courry
- Dolmen de Favars
- Dolmen de Galitorte
- Dolmen de Peyrelevade
- Dolmen des Salles
- Dolmen du Samonta
- Dolmen de Sermeillets
- Dolmen de Sirandels
- Dolmen de Varès
- Dolmens d'Altès
- Dolmens de Bellas (détruits[78])
- Dolmens de Buzareingues (2 dolmens)
- Dolmens de Cornuéjouls (2 dolmens ; le dolmen no 2 a été reconstruit à 1 km de son emplacement d'origine[79])
- Dolmens de Montaliés (2 dolmens)
- Dolmens de Novis (7 dolmens, dont 2 détruits[80])
- Dolmens de Saint-Amans-de-Varès (2 dolmens)
- Dolmens de Surguières (5 dolmens + 1 probable[81])

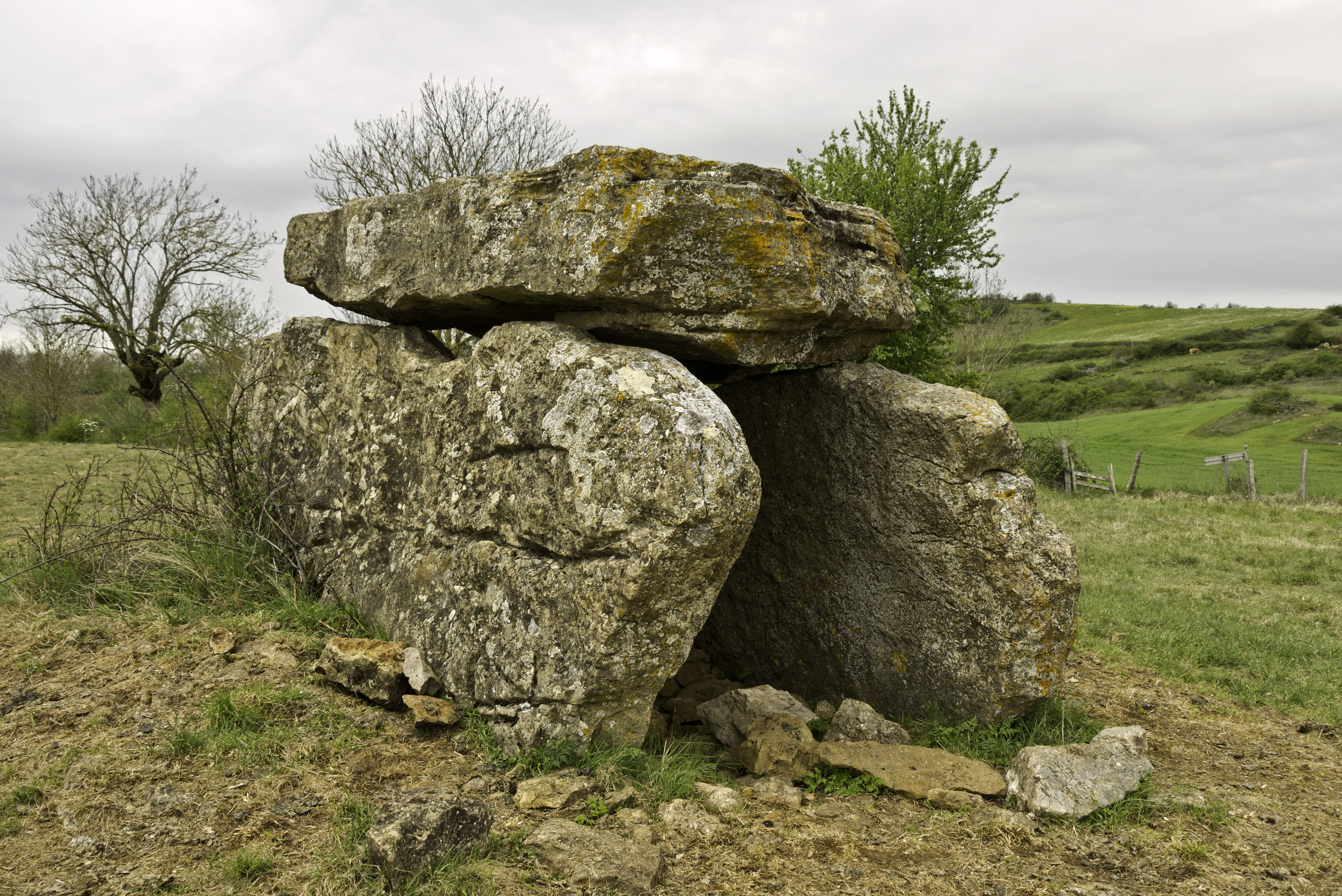
Dolmen de Galitorte
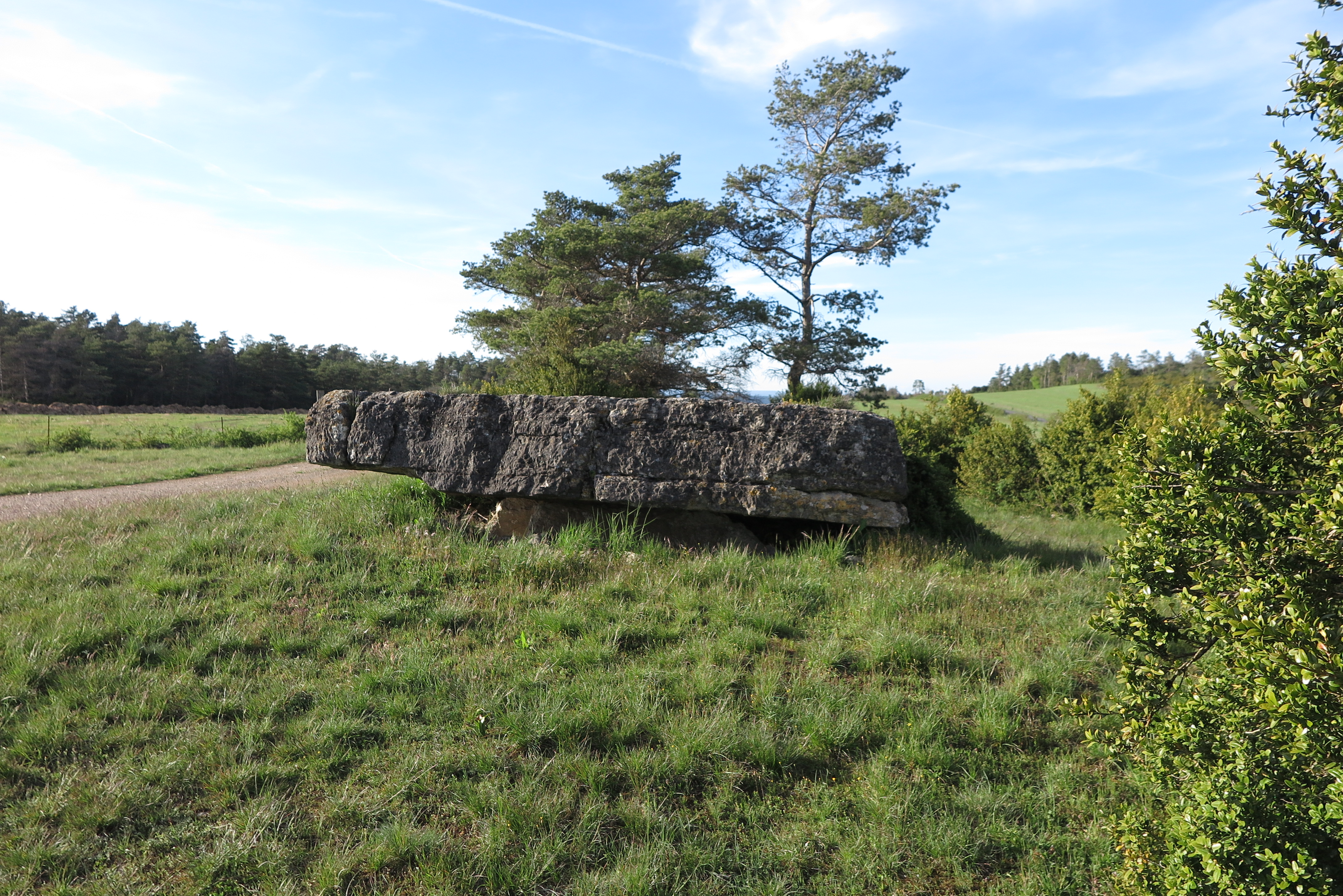
Dolmen de Peyrelevade
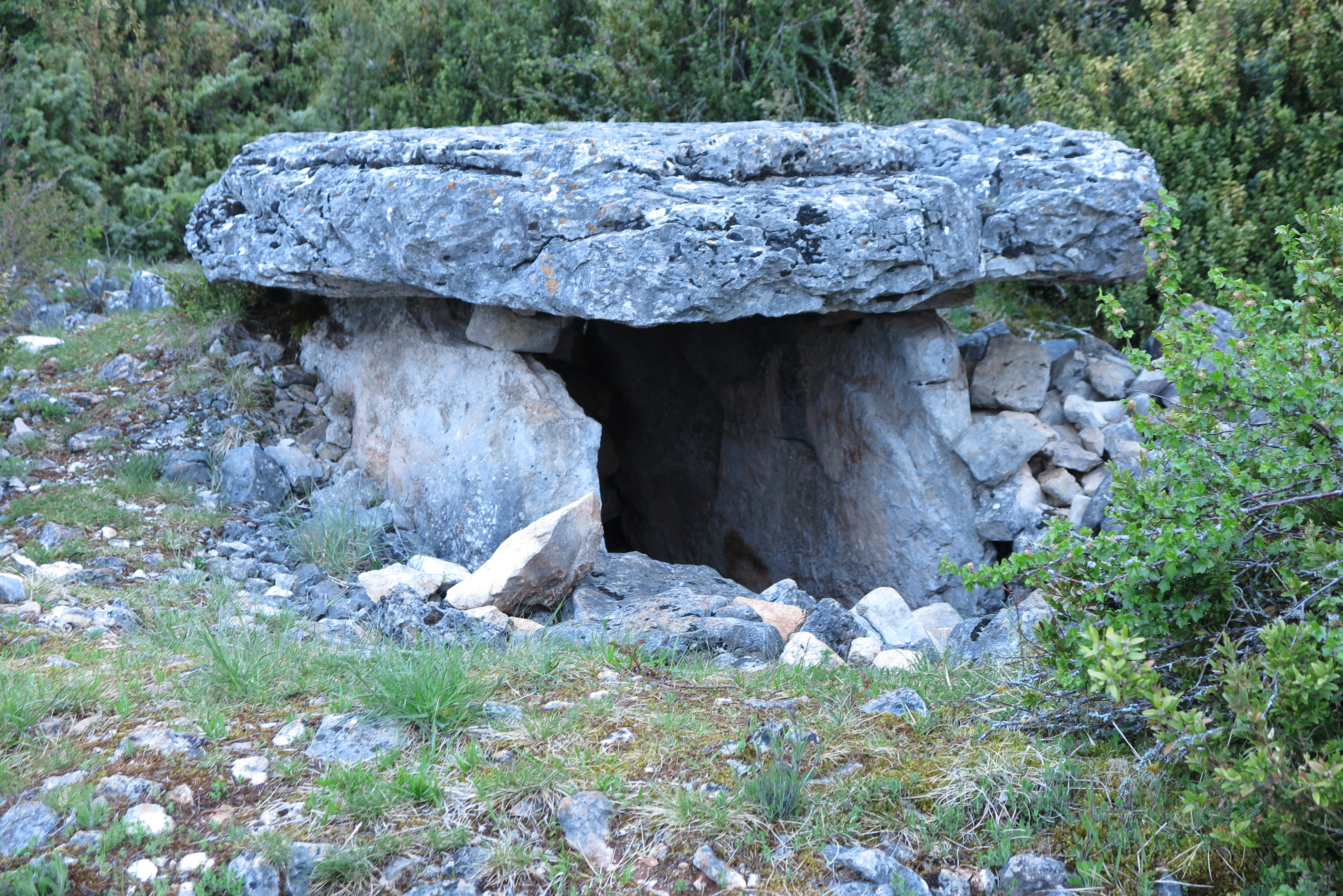
Dolmen de Sermeillets
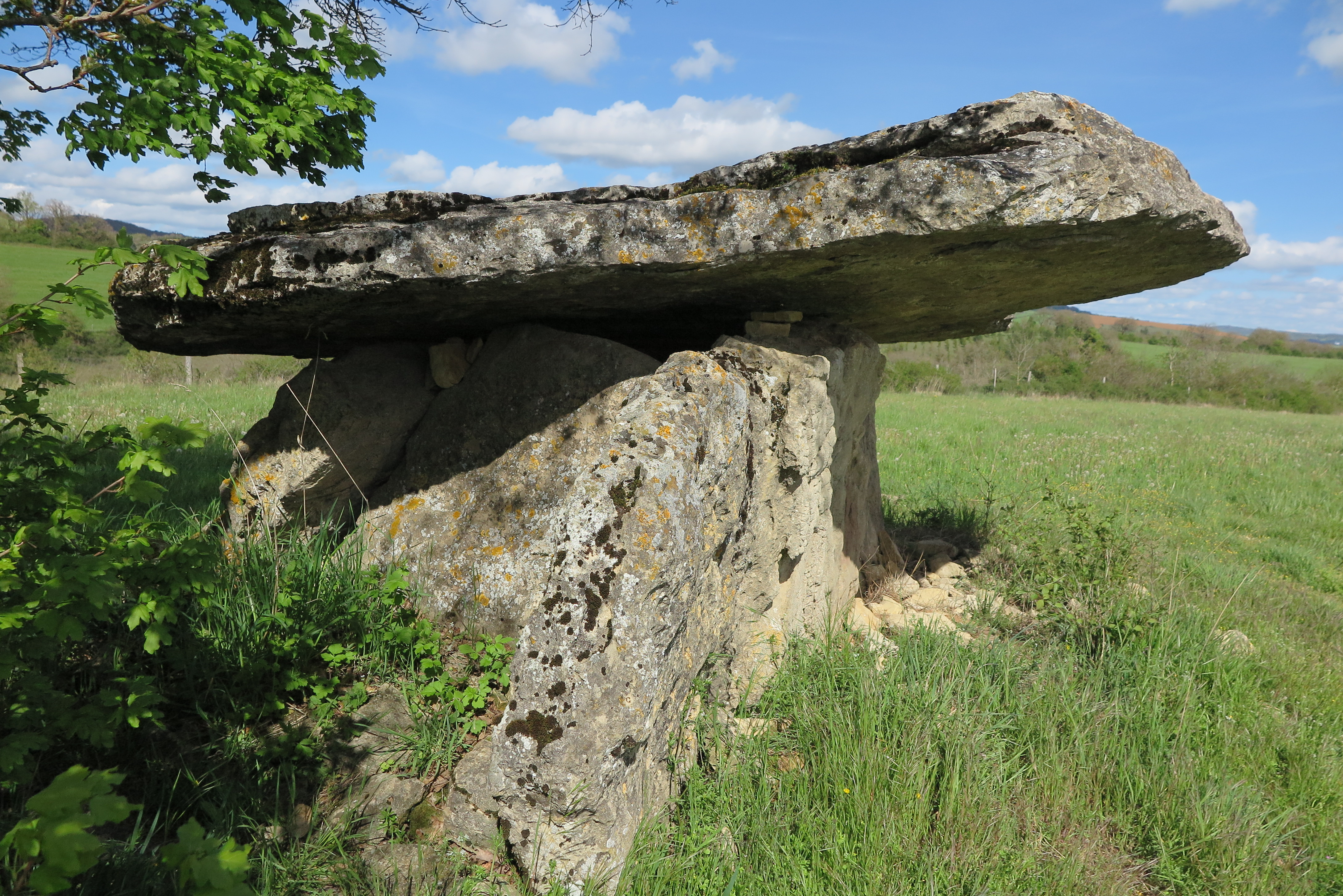
Dolmen des Restous
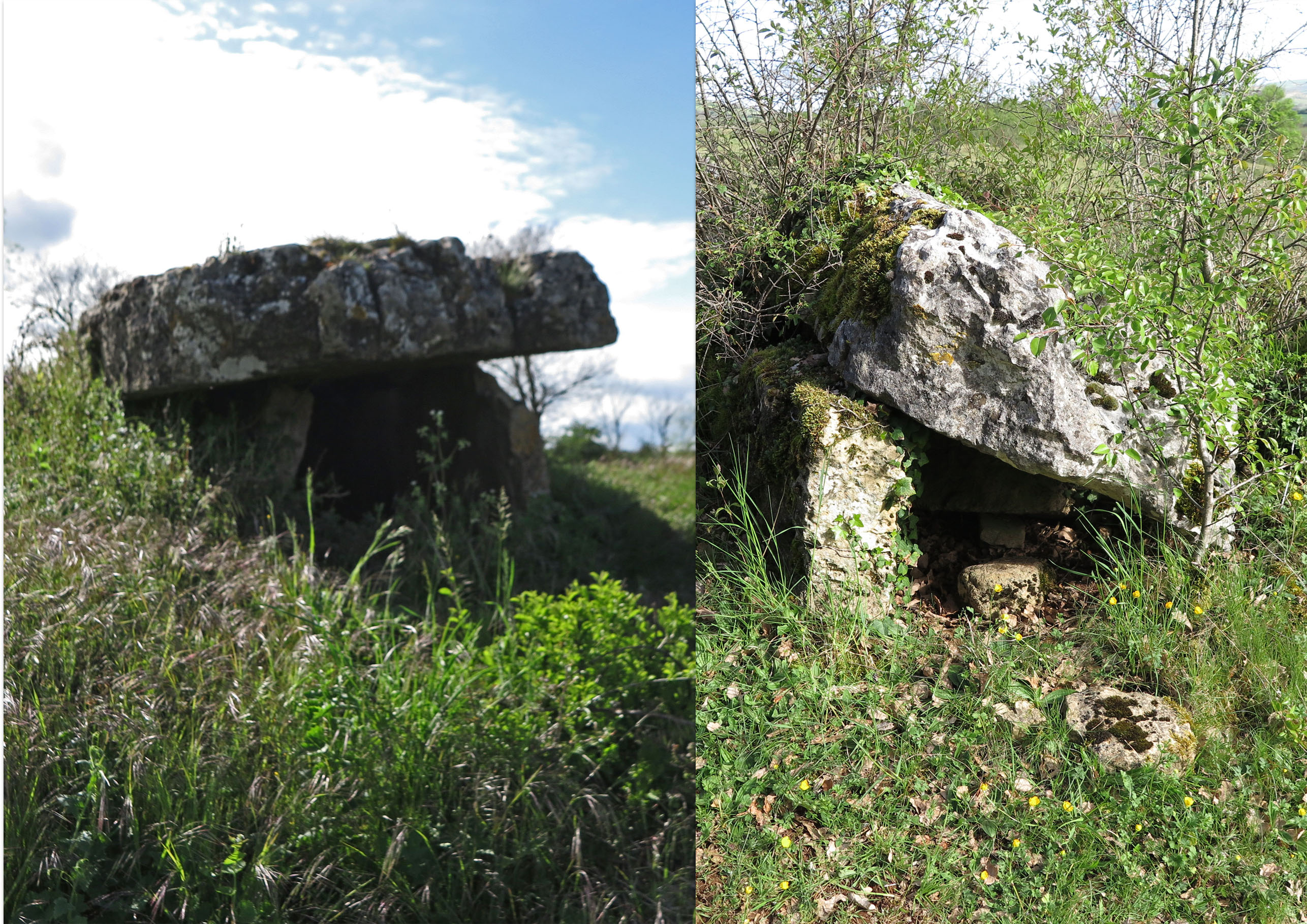
Dolmens de Buzarengues
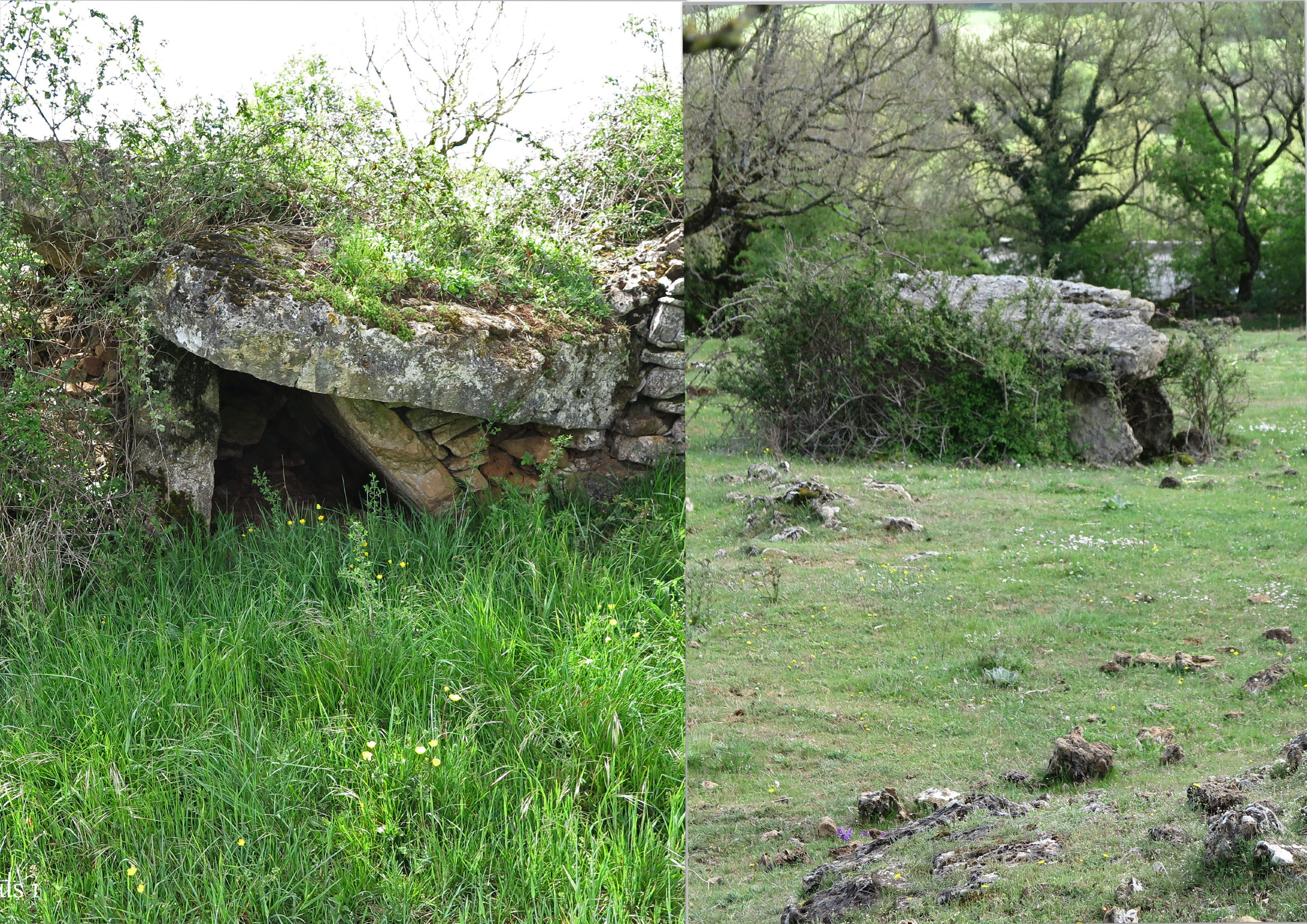
Dolmens de Cornuéjouls
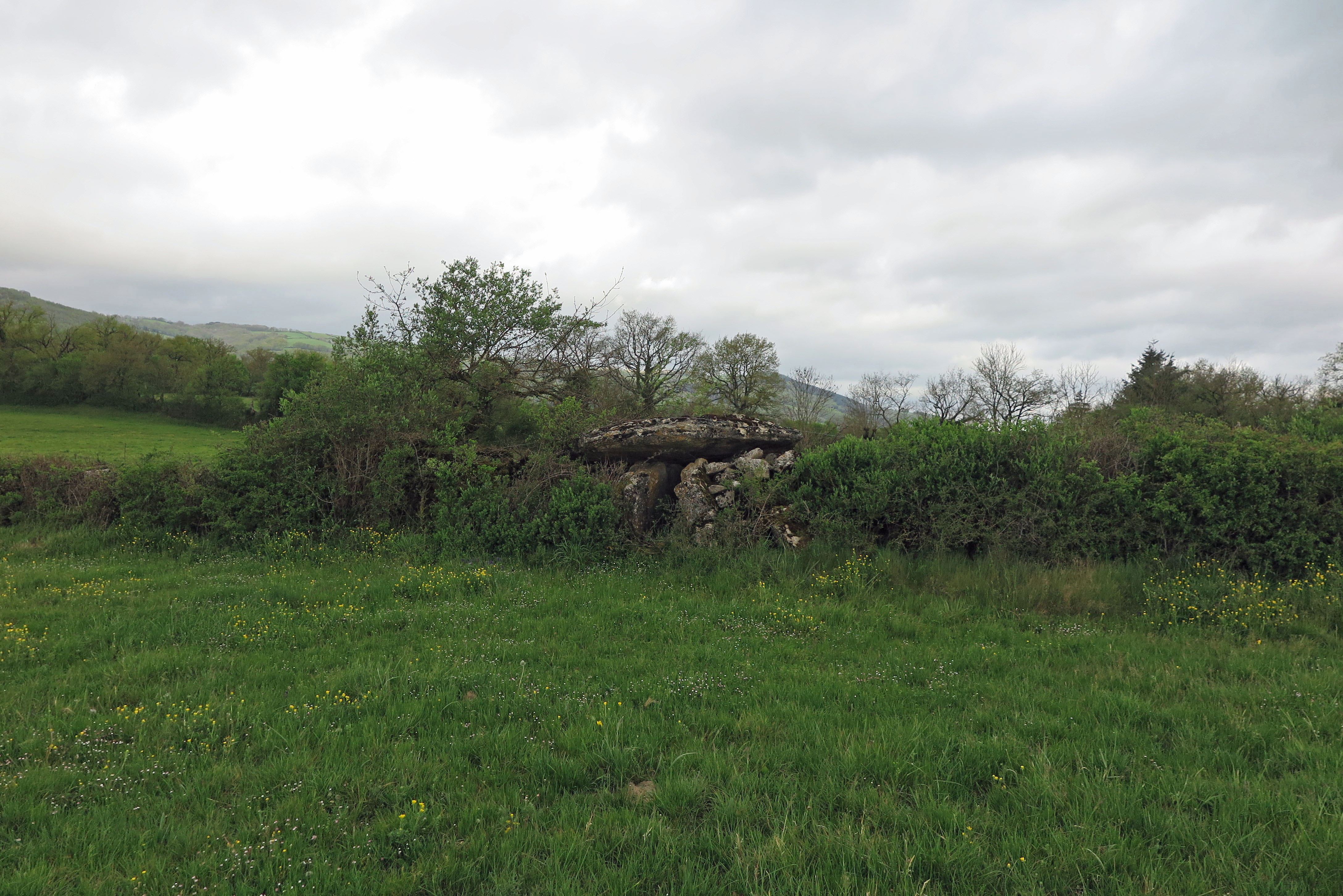
Dolmen de Saint-Amans-de-Varès
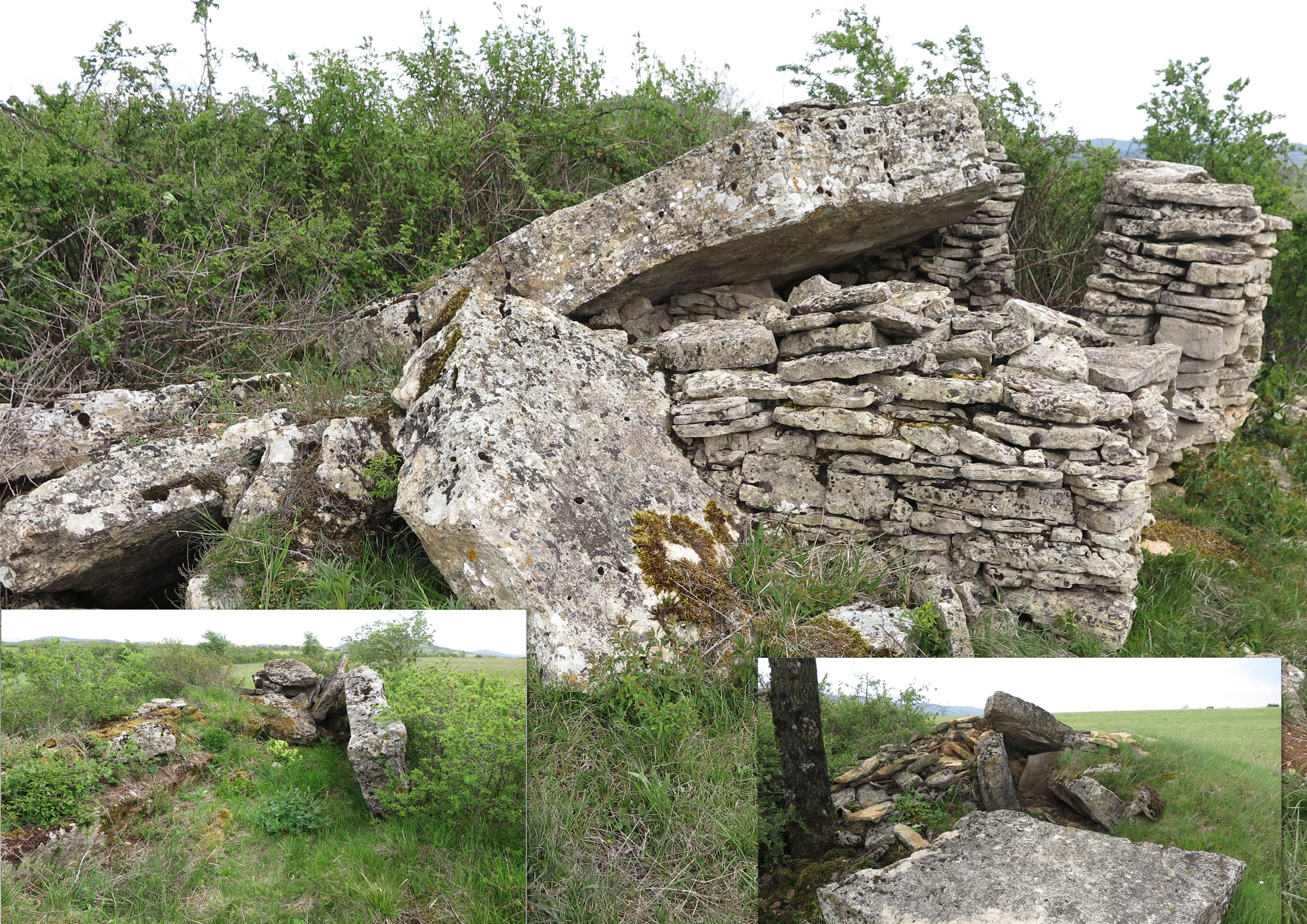
Dolmens de Surguières

### Personnalités liées à la commune
- Amaury de Sévérac.
- Jourdain de Séverac.
- Gui V de Sévérac.
- Le premier duc d'Arpajon, Louis, maréchal de France et intime de Louis XIII (et Louis XIV) au point d'inspirer à l'écrivain Robert Merle le parcours du personnage de Pierre de Siorac dans sa série « Fortune de France ». Une de ses descendantes fut la Duchesse de Noailles, appelée "Madame Etiquette", révoquée de ce poste par Marie-Antoinette.
- Famille de La Valette-Parisot, dont une branche s'était fixée à Sévérac-le-Château.
- Pau Gayraud (1898-1994) : félibre.
- Charles Girou de Buzareingues et la famille Bedel Girou de Buzareingues.
- Léon Livinhac, archevêque de Kampala et Père blanc en Afrique.
- Famille de Lapanouse
- Guillaume-Thomas Raynal né à Lapanouse le 12 avril 1713 et mort à Passy le 6 mars 1796, écrivain, penseur et prêtre français.
- Étienne Pierre Sylvestre Ricard (1771-1843), général des armées de la République et de l'Empire est mort au château de Varès.
- Antoine Mas (1830-1898), docteur en médecine, député de l'Aveyron de 1876 à 1885. mort le 22 mars 1898 à Recoules-Prévinquiéres, à l'âge de 68 ans.
- Henri Mendras (1927-2003), universitaire français, professeur de sociologie à Sciences po Paris, a passé une partie de sa jeunesse sur la commune de Sévérac-le-Château et a effectué sa première enquête de terrain à la fin des années 1940 au hameau de Novis dépendant de la commune, publiée dans son premier livre Études de sociologie rurale. Novis et Virgin[82],[83].
- Armand Vaquerin : ancien joueur de rugby né à Séverac en 1951.
- François Durand-Béchet : homme politique mort le 27 juillet 1959 à Sévérac-le-Chateau.